# Stocznia Gdanska B501
Der Stocznia Gdanska B501 ist ein in vier Einheiten gebauter Schiffstyp von RoPax-Fähren der Werft Stocznia Gdanska in Danzig. Die vier ursprünglich im Auftrag von Tochterunternehmen der Finnlines-Gruppe gebauten Schiffe wurden auch als Hansa-Klasse zusammengefasst.

## Geschichte
Mit der Hansa-Baureihe stieg Finnlines 1994 wieder in das Passagiergeschäft zwischen Deutschland und Finnland ein. In direkter Konkurrenz zur Finnjet bot Finnlines auf den Hansa-Schiffen einer geringen Anzahl von Passagieren (114) eine 36-stündige Überfahrt von Lübeck nach Helsinki an. Im Jahr 2000 wurden die Finnhansa, Finntrader und die Finnpartner für Finnlines OY, Helsinki registriert und wechselten vom Nordlandkai in Lübeck zum Skandinavienkai nach Travemünde. Die Überfahrt verkürzte sich so um zirka zwei Stunden. Ihnen folgte die Transeuropa, die jedoch für Finnlines Deutschland registriert wurde.
Anfang 2009 zog Finnlines die Transeuropa von der Strecke Travemünde – Helsinki ab und setzte sie zusammen mit der Translubeca auf der Verbindung Lübeck – St. Petersburg ein.
Im Zuge der Einführung der Star-Klasse wurden die Finntrader und die Finnpartner aus dem Deutschland-Finnland-Verkehr genommen. Nach einem grundlegenden Umbau (Einbau einer Bugklappe und Renovierung/Aufstockung der Kabinen) werden diese beiden Schiffe von NordöLink zwischen Travemünde und Malmö eingesetzt.

## Schiffe
| Stocznia Gdanska B501 | Stocznia Gdanska B501 | Stocznia Gdanska B501 | Stocznia Gdanska B501 | Stocznia Gdanska B501       | Stocznia Gdanska B501                                                                                    |
| Bauname               | Baunummer             | IMO-Nummer            | Ablieferung           | Auftraggeber                | Umbenennungen und Verbleib                                                                               |
| --------------------- | --------------------- | --------------------- | --------------------- | --------------------------- | --- |
| Finnhansa             | B501/01               | 9010151               | 1994                  | Finncarriers, Helsinki      | 2009 Euroferry Sicilia, 2010 Transrussia, 2014 Finnhansa, 2014 Euroferry Egnazia, 2022 Ciudad de Alcudia |
| Finnpartner           | B501/02               | 9010163               | 1994                  | Finnlines, Helsinki         | so in Fahrt                                                                                              |
| Transeuropa           | B501/03               | 9010175               | 1995                  | Poseidon Schiffahrt, Lübeck | 2013 Euroferry Olympia, 2022 Totalverlust                                                                |
| Finntrader            | B501/04               | 9017769               | 1995                  | Finncarriers, Helsinki      | so in Fahrt                                                                                              |
| Daten: Equasis        |                       |                       |                       |                             | |